# ۲ نیمه شب بود که شوهرم به خانه آمد
«۲ نیمه شب بود که شوهرم به خانه آمد» (انگلیسی: Two A.M. ; or, the Husband's Return) یک فیلم بریتانیایی صامت است که در سال ۱۸۹۶ منتشر شد. این فیلم دربارهٔ مرد مستی است که ساعت ۲ نصف شب به خانه بازمی گردد و قصد آزار همسرش را دارد.